# The Incredible Hulk (1982)
The Incredible Hulk is een Amerikaanse animatieserie gebaseerd op het Marvel Comics strippersonage de Hulk. De serie liep in totaal 13 afleveringen en werd van 1982 t/m 1984 uitgezonden op National Broadcasting Company. De serie werd samen met Spider-Man and His Amazing Friends uitgezonden als een 1 uur durend programma getiteld The Amazing Spider-Man and The Incredible Hulk.

## Achtergrond
De serie werd gemaakt aan de hand van de live-action Hulk serie. Maar in tegenstelling tot die serie was de animatieserie meer in overeenstemming met de Marvel strips. Ook kwamen in de animatieserie meer personages uit de strips voor zoals Rick Jones, Betty Ross, en Generaal Ross.
De stem van Bruce Banner werd gedaan door Michael Bell, terwijl die van de hulk gedaan werd door Bob Holt. Bob’s uiteenlopende stemgeluiden voor de hulk (vooral diens gegrom) werden in verschillende andere Marvel films en series verwerkt.

## Stemmencast
- Michael Bell – Dr. Bruce Banner / Dr. Octopus / 
  - Bob Holt – Hulk
- Michael Horton – Rick Jones
- B.J. Ward – Betty Ross / Alicia Masters
- Robert Ridgely – Generaal “Thunderbolt” Ross
- Pat Fraley – Ned Talbot
- Roberto Cruz – Rio
- Susan Blu – Rita / Jamala / Rainbow Murphy
- Michael Rye – Supreme Hydra
- Bob Holt  – Puppet Master / Wally Waldo / Dr. Carlson
- Dennis Marks – Dr. Proto / Dr. Curt Donovan
- Victoria Carroll  – Jennifer Walters/She-Hulk / Umeela
- Stanley Ralph Ross – Quasimodo
- Stan Lee – verteller